# Baríndano
Baríndano (Barindano en euskera) es una villa, localidad y un concejo de la Comunidad Foral de Navarra (España) del municipio de Amescoa Baja, situado en la Merindad de Pamplona, en la comarca de Estella Oriental. Cuenta con una población de 96 habitantes (INE 2020).

## Topónimo
Seguramente la primera parte del nombre (Barind-) es un nombre de persona, y el sufijo final (-ano) indica propiedad, así que probablemente significa ‘lugar propiedad de una persona llamada Barind-. En documentos antiguos aparece como Barindano (1209, NEN), Marindano (1241, 1451, NEN) y Varindano, P. Ortiz de (1331, NEN).

## Geografía física

### Situación

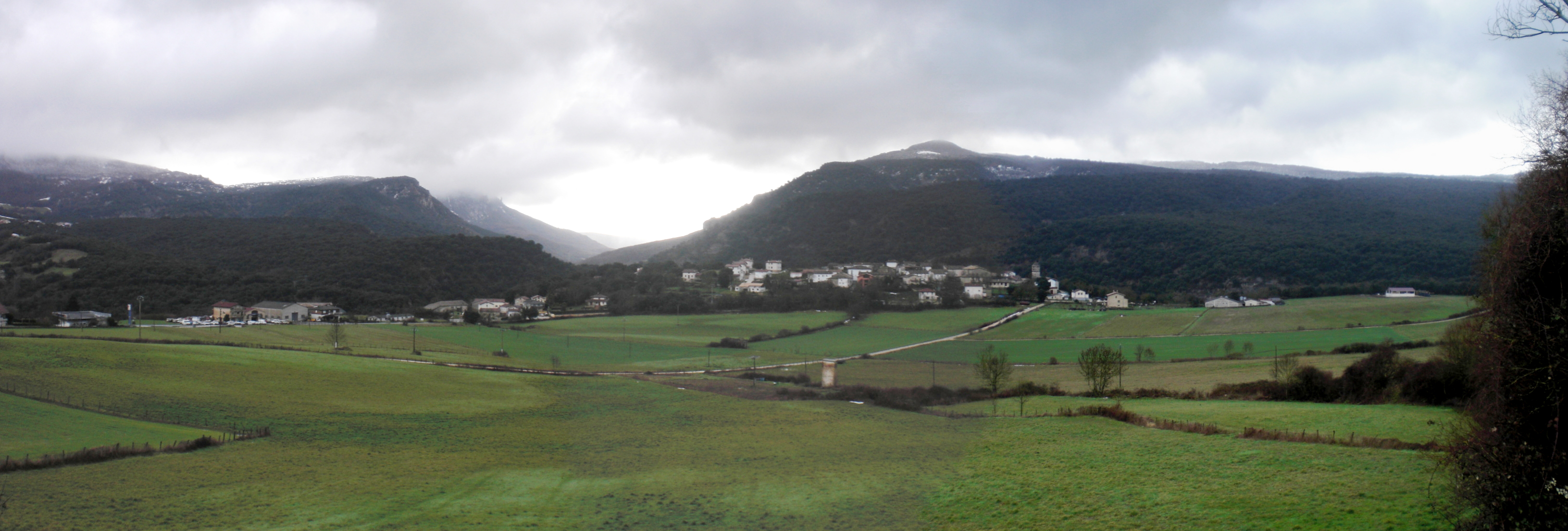
Vista panorámica de Baríndano

La localidad de Baríndano está situada en la parte sur del municipio de Améscoa Baja a una altitud de 546 m s. n. m. Su término concejil tiene una superficie de 2,02 km² y limita al norte con Zudaire; al este con Artaza; al sur con la sierra de Santiago de Lóquiz y el río Biarra; y al oeste con San Martín. Se encuentra a 58,5 km de la capital de la comunidad autónoma, Pamplona.

## Demografía
Su población en 2014 era de 94 habitantes (INE), su superficie es de 2,02 km² y su densidad de población es de 46,53 hab./km².

### Evolución de la población
| Gráfica de evolución demográfica de Baríndano entre 2000 y 2009 |
|                                                                 |
| Datos según el nomenclátor publicado por el INE.                |

## Cultura

### Arte
- Iglesia de San Millán, con partes de los siglos XII, XVI y XVII.[2]
- Ermita de San Cristóbal.
- Cueva de Basaula, pinturas postpaleolíticas.
- Yacimiento arqueológico de Igarmina.

### Fiestas
Fiestas patronales el 22 de Julio, en honor de Santa María Magdalena.

### Naturaleza
Hay numerosas rutas senderistas a la Sierra de Lóquiz y la cueva de Basaula.

## Economía
- Restaurante Casa Faustina.